# Râul Sebiș
Râul Sebiș este un curs de apă, afluent al râului Crișul Alb. Se formează în localitatea Dezna la confluența a două brațe Moneasa și Dezna

## Hărți
- Harta interactivă județul Arad
- Harta Munților Codru-Moma  Arhivat în 9 iunie 2008, la Wayback Machine.